# Entretiens, Roger Vailland
Entretiens, Roger Vailland est un essai biographique sur la personnalité et le parcours de l'écrivain Roger Vailland, dirigé par le journaliste et éditeur Max Chaleil, publié en 1970.

## Présentation
À travers cet ouvrage, Max Chaleil et ceux qui y ont participé, ont voulu donner un portrait multiforme de Roger Vailland, en évoquant à la fois l'œuvre et l'écrivain, en apportant chacun avec sa connaissance ou son expérience, sa pièce pour reconstituer la mosaïque, le puzzle de cet homme complexe et contradictoire.
« Roger Vailland meurt inachevé » écrit Max Chaleil, un 12 mai, par un 'printemps blanc'. On aurait pu dire de lui ce qu'il disait deux ans auparavant de son ami Pierre Courtade : « Un des hommes qui incarnaient le plus vivement les contradictions de notre temps est mort en riant de lui-même. »  Œuvre et vie contradictoires ajoute-t-il, dans une recherche de poésie et un rejet de son milieu d'origine. Ce déchirement par la poésie, qui s'est d'abord traduit par sa participation au surréalisme du Grand Jeu, il l'a élevé aux dimensions du drame, au cœur de sa vie. Il est de ces écrivains dont l'œuvre est inséparable de sa vie. et « sa mort est à l'image de sa vie, rapide, mystérieuse, parcourue en tous sens. »
Les thèmes marquants de Vailland sont présentés dans ce livre, le plus souvent par des personnes qui l'ont bien connus, des proches, des écrivains. Sont successivement présentés, Vailland et sa soif d'évasion, sa vie de reporter que le succès littéraire n'entamera nullement, ses engagements dont les plus importants, sa participation à Résistance puis son adhésion au communisme, son travail d'écrivain et l'évolution de son écriture,, cette recherche constante de ce qu'il appelait la souveraineté de l'individu, lui qui a vécu cette ambiguïté de se vouloir en même temps élément d'un projet collectif.

## Contenu de l'ouvrage
- Témoignages : Geneviève Vailland (l'enfance), Maurice Henry, Pierre Minet (Le Grand Jeu), Marianne Lams (l'homme pétrifié), Françoise Giroud (l'aventurier du journalisme), Robert Lupezza (La Résistance), Élisabeth Vailland (Meillonnas), militants de l'Ain et paysans des Allymes, Costa Coulentianos (mots et sculpture)[7];
- Monographies : Arthur Adamov (l'expérience du gouffre), Donato Pelayo (le voyageur exemplaire), Jean Recanati (la saison 'communiste'), Victor Leduc (l'homme et la politique), Michel Picard (le bonheur), René Ballet (l'écrivain)[8], Pierre Kast et Jean Prat (Vailland et le cinéma);
- L'écrivain : Alain Sicard, (Du métier d'écrire), Henri Lefebvre (Romancier de la vie quotidienne), Jacques Charmatz (L'économie romanesque), Annie Vendenabelle-Aubry (L'homme de proie), Pierre Dosse, (Un architecte de l'écriture), Jean-Pierre Védrines (l'extrême éveil), Nicole Gdalia (du masque au visage), Claude Morgan (un homme de qualité), François Bott (Un aficionado de la vie), Hubert Juin (Tel qu'en lui-même), Yves Brun (écrivain du XXIe siècle)[9];
- Correspondance et textes inédits :

Lettres à sa famille;
Poèmes d'enfance et de jeunesse : Tristesse (avril 1921), Les fils télégraphiques (juin 1921), Les cloches (janvier 1924), Poèmes en prose (janvier 1924), Dans la rue voisine… (février 1924), À Colomba (août 1932)
Le héros de roman (conférence), Le soleil fou (nouvelle), La bataille de Denain (pièce inachevée)

## Textes repris dans d'autres articles
- Pour le témoignage de Geneviève Vailland : voir L'enfant couvert de femmes
- Pour l'article de Jean Recanati :    voir Le 'libertin bolchevik'[12];
- Pour l'article d'Élisabeth Vailland : voir Roger Vailland au jour le jour[13]
- Pour le chapitre sur L'écriture :
  - Pour l'article de Jean-Pierre Védrines, voir : L'extrême éveil ainsi que L'écriture de Vailland de Jean Sénégas
  - Pour l'article de René Ballet (processus d'écriture chez Vailland), voir : Ce cher métier d'écrivain[14]
- Pour l'article d'Hubert Juin :           voir Tel qu'en lui-même
- Pour l'article de Claude Morgan :  voir Un homme de qualité
- Pour l'article de François Bott :     voir Un aficionado de la vie
- Pour l'article de Donato Pelayo :   voir Le voyageur exemplaire
- Pour l'article d'Alain Sicard :          voir Le regard de l'écrivain

## La lutte avec les mots
Ils se sont connus à Paris où Roger Vailland tombe amoureux des sculptures de Costa Coulentianos. Il lui en achète immédiatement une et lui propose bientôt de venir s'installer dans sa maison de Meillonnas dans l'Ain pour être plus au large. Vailland aimait voir façonner cette matière 'dure', difficile (Costa travaillait surtout l'aluminium) et s'y essayait parfois. Ce qui l'intéressait surtout, c'était de regarder Costa travailler la matière, la façon dont il s'y prenait, suivre le déroulement du processus de création. Il fit la même démarche avec son ami le peintre Pierre Soulages dont il avait accroché une toile dans son bureau,.
Son travail sur le langage, tel qu'il le concevait, n'était finalement pas très différent : « J'ai compris plus tard, explique Coulentianos, que Roger faisait de même avec le langage. Il le travaillait à fond et finissait par dire beaucoup de choses d'une manière très simple, en très peu de mots. Il aimait l'exactitude. » C'est ainsi qu'il exprimait sa façon de travailler : écrire un 'premier jet' de son roman, qu'il appelait la 'version molle', le travailler, le retravailler, 'durcir' les versions successives pour parvenir à la version vraiment 'dure', définitive. Il traversait ainsi des périodes difficiles, des temps d'incertitude quand il doutait d'atteindre le 'niveau de dureté' qu'il avait en tête.
Cette approche du non figuratif que ce soit dans les sculptures de Coulentianos ou les toiles de Soulages, permettait à Vailland de percevoir l'œuvre 'en toute liberté'. Vailland se sentait libre de regarder : « liberté absolue de l'œil, plénitude de la contemplation qui va plus loin même que l'intention de l'auteur. » 

C'était sa façon de rester libre et d'exercer dans l'écriture sa souveraineté.

## Un architecte de l'écriture
« Roger Vailland se posait des problèmes d'architecture » écrit Pierre Dosse dans cet article, lui-même architecte qui a côtoyé l'écrivain vers la fin de sa vie dans les années 1963-64. Lors d'une visite à la piscine de Bourg-en-Bresse, alors en construction, Roger Vailland remarque qu'on enrobe les poutrelles dans du béton, « c'est idiot, dit-il, on va couler du béton et on ne verra plus les aciers… » Il rêvait aussi de construire au fond de son jardin un Palais des Plaisirs avec sols en cuivre pour le chauffage. S'il aimait la ville, son architecture stratifiée par les siècles, il en contestait certaines évolutions, le tissu urbain déstructuré et l'absence de communication entre les habitants.
« Roger parlait aussi de l'architecture de son œuvre. » Après La Truite, il prévoyait d'écrire un roman, une vaste fresque commençant dans les feux de la Libération, au moment du passage du Rhin par les Américains. Il en avait déjà la construction, l'architecture à l'esprit : le premier tableau serait basé sur le passage du Rhin sous les feux de l'artillerie, un second tableau centré sur les rapports entre un officier américain d'origine juive interrogeant un officier allemand. Son idée était de bâtir « un roman politique qui poserait le problème de la responsabilité », ajoute Pierre Dosse.

## Roger Vailland, homme de proie

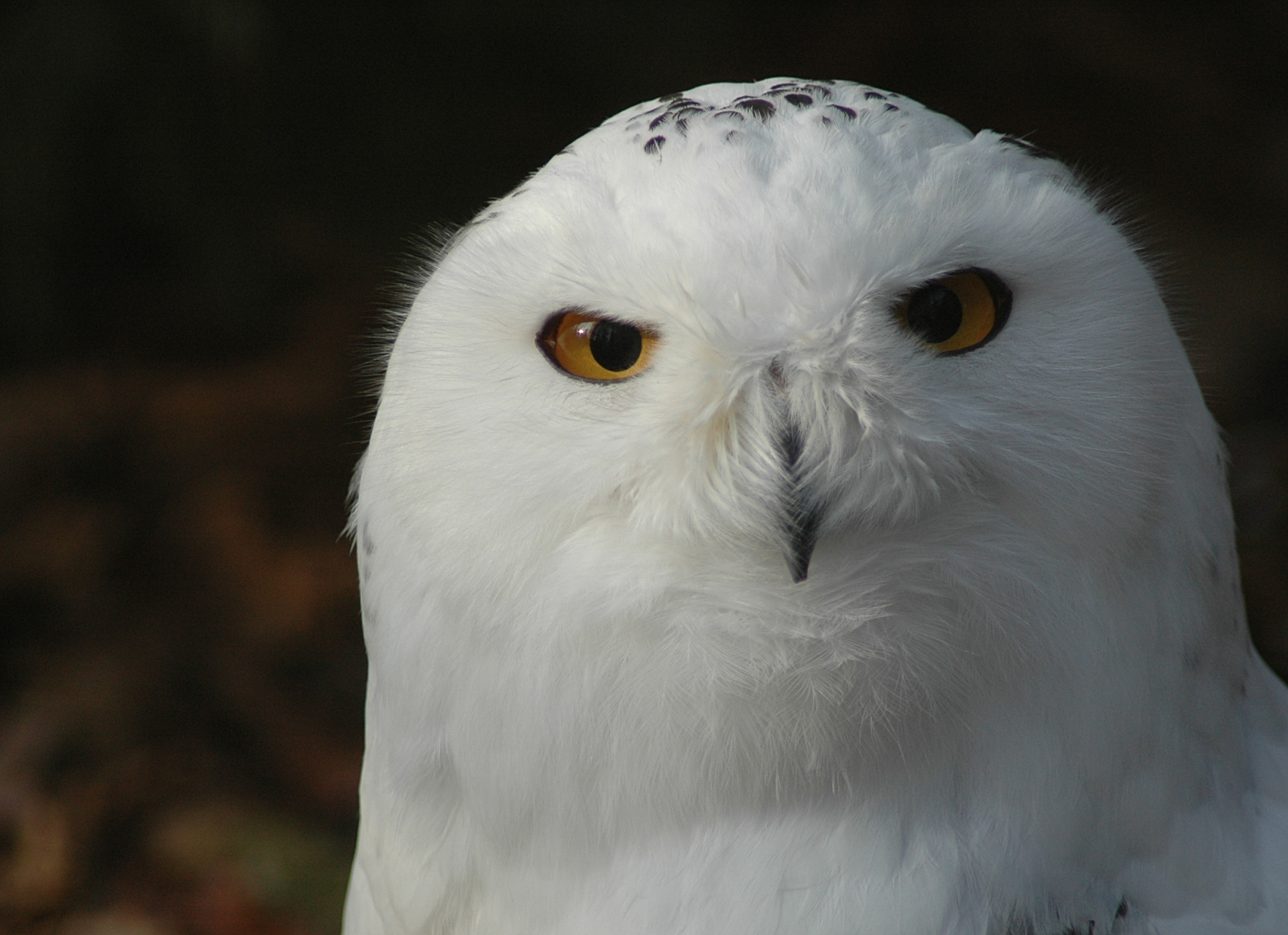
Chouette de Harfang

Dans cet article, Annie Vandenabelle-Aubry s'intéresse à l'onomastique chez Vailland. Elle s'interroge sur ce regard et ce grand nez pointu qui lui donne comme un aspect d'oiseau de proie et son goût pour les volatiles, ce genre d'oiseaux en particulier. Elle note ces constats qui ne tiennent sûrement pas du hasard. Le héros de Les Mauvais coups s'appelle Milan, bête cruelle et sanguinaire dit le dictionnaire, celui de 325.000 francs s'appelle Busard et celui de La Fête se nomme Duc, personnage plus ambivalent, à la fois oiseau 'au-dessus des autres' et aristocrate, sans compter un Letourneau dans Beau Masque.
La Fête est aussi l'histoire entre un Duc souverain et une Lionne, animal d'un grand noblesse, une quête d'harmonie dans le couple. Il croit à cette identification, disant : « Je crois volontiers que chaque être humain a un totem, un animal (ou une plante) qui lui est apparenté… » Dans sa réponse au Questionnaire de Proust sur son animal préféré, Vailland répondra : « la chouette de Harfang » ce qui n'est pas pour étonner puisque l'une de ses variétés ressemble beaucoup à un duc. » Et Duc a trouvé en Léone « un souverain égal avec qui converser de souverain à souverain. »

## L'économie du roman
Selon Jacques Charmatz, l'auteur de cet article, « l'œuvre romanesque de Roger Vailland est une des rares à présenter à l'intérieur d'elle-même une théorie du roman. » En effet, ses romans ne se réduisent pas à l'intrigue, au message ou aux personnages; il récuse d'abord le roman psychologique dont il pense qu'il est dépassé. Tous ses romans contiennent un thème -ou parfois plusieurs- « de lutte consciente contre le monde. » On peut dire que Drôle de jeu est une lutte contre l'occupant allemand, Les Mauvais coups une lutte contre la passion dévorante, 325.000 francs la lutte contre le monde déshumanisé de l'industrie, Beau Masque une lutte contre la toute-puissance du patronat, La Loi la lutte des femmes (Dona Lucrezia, Mariette) pour leur émancipation, La Fête la lutte de Duc pour le droit à la fête charnelle et La Truite la lutte de Frédérique pour sa liberté et la lutte contre la capitalisme financier.
Le roman de Vailland est d'abord un roman littéraire. Ses thèmes sont reliés, sous-tendus par des références à ses auteurs de prédilection, Corneille, Stendhal ou Shakespeare. Par exemple, il s'appuie sur l'Anabase de Xénophon dans Drôle de jeu et Bon pied Bon œil, sur les héros stendhaliens dans Les Mauvais coups, sur Arthur Rimbaud dans Un jeune homme seul et Beau Masque.
Ses romans sont aussi des romans symboliques dominés par trois constantes :

- L'importance des techniques, qu'elles soient classiques (l'agriculture, la pêche, la chasse…) ou modernes (presse à injecter, machines à pâte à papier) et des instruments de travail;

- L'image animale particulièrement marquante avec les noms mêmes de ses héros Milan ou Busard, les corbeaux dans Les Mauvais coups ou Beau Masque, les truites de Frédérique;

- Son imagerie personnelle : le symbole de 'la gifle' se retrouve dans trois romans (Drôle de jeu, Un jeune homme seul et La Loi), celui du rêve révélateur aussi (Les Mauvais coups, Un jeune homme seul et Beau Masque), ou celui de ses domaines préférés comme les mathématiques ou la botanique.
Cette inclusion de thèmes symboliques donne une ouverture, élargit à une autre dimension des romans marqués par un resserrement sur le tragique du final.